# Phil Bardsley
Phillip Anthony „Phil“ Bardsley (* 28. Juni 1985 in Salford, Greater Manchester) ist ein schottischer Fußballspieler.

## Karriere

### Verein
Bardsley besuchte die Hope High School in Salford zusammen mit seinem späteren Teamkollegen Mark Howard. Er spielte bei dem Charlestown Lads Club, bevor er in die Jugend von Manchester United wechselte. Er wohnte damals in der Nähe des alten Trainingsplatzes des Vereins, der sich The Cliff nannte, wo er oft nach der Schule sich das Training anschaute. Bevor er zum AFC Sunderland wechselte, war er der einzige aktive Spieler bei Manchester United, der alle Jugendmannschaften, seitdem er im Alter von acht Jahren dort angefangen hatte, durchlaufen hat. Bardsley wurde während seiner Zeit bei Manchester oft ausgeliehen. Stationen waren hier Royal Antwerpen, FC Burnley, Aston Villa, Sheffield United und die Glasgow Rangers. Im Januar 2008 wechselte Bardsley zum AFC Sunderland und blieb dort über sechs Jahre. Von 2014 bis 2017 war Bardsley dann für Stoke City aktiv, ehe er sich erneut dem FC Burnley anschloss. Diesen verließ der Außenverteidiger im Sommer 2022 wieder und nach kurzer Vereinslosigkeit nahm ihn im folgenden Dezember der Viertligist Stockport County unter Vertrag.

### Nationalmannschaft
Phil Bardsley war berechtigt sowohl für die englische, schottische als auch für die irische Nationalmannschaft zu spielen. Bardsley hatte sich schließlich für den schottischen Verband entschieden und absolvierte in der Qualifikation zur Fußball-Europameisterschaft 2012 am 12. Oktober 2010 gegen Spanien (2:3) seinen ersten Einsatz für dessen A-Nationalmannschaft. Bis 2014 kam er noch in zwölf weiten Partien für die Auswahl zum Einsatz.

## Erfolge
- Englischer Pokalsieger: 2004
- Englischer Ligapokalsieger: 2006